# 王綱 (萬曆舉人)
王綱（16世紀—17世紀），字象乾，南直隸寧國府太平縣人，明朝政治人物。

## 生平
王綱個性孤介，是萬曆二十八年（1600年）庚子科應天鄉試第十三名舉人，四十年（1612年）授寧鄉知縣，為政清正剛直，平息當地好訟風氣，人稱「峭壁寒潭」，遇事公正執法，恭敬接待士大夫，獎勵出眾士子，四十六年（1618年）陞晉州知州，任內公正嚴明，士民服其教誨，亦感懷其德，晉州久未有生員中舉，他設置學田賑濟學生，多方教育，人文於是興起，陞大同同知，再陞漢陽知府，未就任就以八十多歲高齡去世。

## 引用
1. 1 2  光緒《（安徽）太平縣志·卷六》：王綱，字象乾，以拔貢中萬厯庚子亞魁，初任寧鄉令，民剽悍好訟，綱一以平易化之，邑年凶苦逋賦，綱撫循有術，民爭輸不病，司農奏最陞晉州牧，晉久缺科名，綱置學田贍士，多方課校，人文興起，民祠祀之，後厯陞漢陽守，年八十餘未任卒，綱性清介，居鄉嚴毅，族人咸率其教。
2. ↑  同治《寧鄉縣志·卷二十一·職官》：王綱，字象乾，寧國舉人，萬厯中蒞寧，清剛彊正，有峭壁寒潭之目，遇事綜覈，井井執法不移，時稱鐵面，與賢士大夫接見甚恭，士之英雋者奬掖不倦，五年擢守晉州，行李單薄，民尸祝之。
3. ↑  咸豐《晉州志·卷五·官寮志》：明知州……王綱，南直太平縣人，由舉人萬厯四十六年任，陞大同府同知。公政尚嚴明，性有孤介，士服其教，民懷其德。